# 15世纪南京
|        | 南京历史 |
| 世纪： | 9世纪南京 \| 10世纪南京 \| 11世纪南京 \| 12世纪南京 \| 13世纪南京 \| 14世纪南京 \| 15世纪南京 \| 16世纪南京 \| 17世纪南京 \| 18世纪南京 \| 19世纪南京 \| 20世纪南京 \| 21世纪南京 |

南京于15世纪为应天府管辖，于：1400年-1421年，称京师；1421年-1425年，称南京；1425年-1441年，称京师；1421年-1499年，称南京。

## 大事记

### 1400年代
- 1402年，六月十三日，在朱逪、李景隆等的配合下，燕军进入京师。六月十七日，燕王朱棣在南京称帝，建元永乐。
- 1403年，朱棣令解缙为监修，陈济为总裁，在南京编修《永乐大典》；朱棣下诏复行两京之制。
- 1405年，六月十五日，郑和奉命下西洋，从南京起航。在龙江船厂内设宝船厂，建造郑和下西洋的宝船。
- 1407年，九月十三日，郑和第二次远洋。
- 1408年，八月，浡泥国国王麻那惹加那率团抵达南京，十月病故，葬于南京。
- 1409年，九月，郑和第三次远洋。

### 1410年代
- 1413年，十一月十五日，郑和第四次远洋。
- 1414年，朱棣诏令胡广等根据程朱理学在南京编订《五经大全》、《四书大全》、《性理大全》。
- 1416年，十二月初十日，朱棣命郑和护送19国使臣回国。
- 1417年五月，郑和第五次远洋，并护送19国使臣回国。
- 1418年，朱棣下诏刻大藏经，版存南京报恩寺，称为《永乐南藏》。

### 1420年代
- 1421年，正月，迁都北京，改京师为南京。正月三十日，朱棣命郑和送16国使臣回国，郑和第六次远洋。
- 1425年，三月，朱高熾拟迁都回南京，令内监王景宏等修治南京宫殿，罢北京为行在，南京复为京师。四月，设北京行都察院，南北两京官吏互为征调；南京地震三十余次。

### 1430年代
- 1430年，六月初九日，朱瞻基命郑和第七次远洋。闰十二月初六日，从南京起航。
- 1433年，七月初六日，船队由正使太监王景弘率领返回南京。
- 1437年，颁布乡试解额，应天府以100名列第一。

### 1440年代
- 1441年，十一月，朱祁镇下诏，北京诸衙去“行在”二字，定为京师，南京诸衙加“南京”二字。两京并立，北京为首都，南京为留都。
- 1442年，南京皇宫大火。
- 1449年，南京风雪雷，奉天、谨身、华盖三殿告毁。

### 1450年代
- 1458年，春，暴风拔孝陵树，陵殿兽脊多摧。

### 1480年代
- 1480年，遭遇大规模沙尘暴。
- 1481年，春夏，遭遇大旱。七、八月，遭遇洪水。冬，王恕建应天巡抚厅，次年完工。

### 1490年代
- 1491年，高淳县由溧水县分出。
- 1492年，南京建净觉寺、礼拜寺。